# Michaił Szalin
Michaił Aleksiejewicz Szalin (ros. Михаил Алексеевич Шалин; ur. 17 listopada?/29 listopada 1897 we wsi Kumak w guberni orenburskiej, zm. 20 lutego 1970 w Moskwie) – generał pułkownik Armii Radzieckiej, szef Głównego Zarządu Wywiadowczego.

## Biografia[1]
Urodził się w rodzinie chłopskiej. W 1916 ukończył seminarium nauczycielskie i w maju 1916 został powołany jako szeregowy do służby wojskowej. W czerwcu 1917 ukończył przyspieszony kurs Wileńskiej Szkoły Wojskowej w Połtawie. Jako chorąży dowodził kompanią 17 Syberyjskiego Zapasowego Pułku Strzeleckiego. 
W maju 1918 wstąpił jako ochotnik do Robotniczo-Chłopskiej Armii Czerwonej, a w listopadzie tegoż roku został członkiem RKP(b). Uczestniczył w wojnie domowej w latach 1918–1921 na stanowiskach od skarbnika do dowódcy pułku w jednostkach Frontu Wschodniego i Zachodniego. Dowodził oddziałem szturmowym podczas stłumienia powstania kronsztadzkiego. 
W latach 1922–1929 był komisarzem wojskowym orskiego ujezdu, następnie okręgu tiumeńskiego. Był szefem Zarządu Okręgu Terytorialnego Baszkirskiej ASRR.
W 1928 ukończył starszy kurs kursów „Wystrieł”. Był zastępcą szefa sztabu 13 Korpusu Strzeleckiego. W 1936 ukończył Specjalny (Wschodni) Fakultet Akademii Wojskowej im. M. Frunzego. Od 1935 w stopniu majora. W latach 1936–1938 pozostawał w dyspozycji Zarządu Wywiadu RChACz. W latach 1938–1939 był szefem Centralnej Szkoły Przygotowania Dowódców Sztabu, od 1938 w stopniu pułkownika. Od 1939 był szefem 10 Wydziału sztabu Syberyjskiego Okręgu Wojskowego. 
W latach 1941–1945 był szefem sztabu 16 Armii, 22 Armii i 1 Armii Pancernej, generał porucznik. 
Od lipca 1952 do sierpnia 1956 i od października do grudnia 1957 był szefem Głównego Zarządu Wywiadowczego Sztabu Generalnego Sił Zbrojnych ZSRR.
Od 1964 w rezerwie. Zmarł w lutym 1970 w stopniu generała pułkownika rezerwy. Został pochowany na Cmentarzu Nowodziewiczym. 

## Ordery[1]
- Order Lenina;
- Order Czerwonej Gwiazdy czterokrotnie.